# Tayeb Louh
Tayeb Louh (en arabe : الطيب لـوح), né le 17 juillet 1951 à MSirda Fouaga en Algérie, est un homme politique algérien, ministre de la Justice, garde des Sceaux du 11 septembre 2013 au 31 mars 2019.
Dans le contexte des manifestations de 2019 en Algérie, il est arrêté pour corruption puis condamné à huit ans de prison.

## Biographie
Tayeb Louh est né le 17 juillet 1951 à MSirda Fouaga, près de Tlemcen, au nord-ouest de l'Algérie. Il fit ses études secondaires à Maghnia, puis ses études universitaires à l'université d'Oran où il obtint le diplôme de licence en droit en 1979.
Il est maître d'école à Souani, puis juge au tribunal de Ghazaouet en 1980. Il devient en 1981 président du tribunal de Méchria (sud-ouest du pays) puis juge d'instruction du tribunal de la ville de Maghnia de 1990 à 1992 puis président du même tribunal de 1992 à 1998. En 1998 ; il est conseiller auprès de la cour de Tlemcen puis en 2000 conseiller auprès de la cour d'Oran. 
Il milita pour la création du syndicat national de la magistrature dont il est membre fondateur et président de 1993 à 2002. Il a été désigné membre de la commission nationale de la réforme de la justice créée en 1999 par Abdelaziz Bouteflika, président de la République élu la même année. 
Louh conduisit la liste du Front de libération nationale de la circonscription électorale de Tlemcen, lors des élections législatives de 2002, où il fut élu député à l'Assemblée populaire nationale. Il fut réélu en 2007 et 2012 sur la même liste. 
Tayeb Louh eut une brillante carrière professionnelle de plus de trente deux années dans des domaines aussi sensibles que ceux de la magistrature et de la défense des droits de l'homme, en plus des hautes fonctions occupées au sein des institutions de l'État.
Militant FLN, il est ministre du Travail et de la Sécurité sociale de 2002 à 2013. Ensuite, ministre de la Justice en fonction de 2013 à 2019.
Tayeb Louh intervient comme ministre de la justice dans l'affaire des 701 kg de cocaïne saisis à Oran. Plusieurs personnalités sont arrêtées  et emprisonnées, dont le général Abdelghani Hamel ainsi que le fils d’Abdelmadjid Tebboune. Tayeb Louh n’est pas à l’origine des inculpations, mais il fait instruire ces affaires avec rigueur. Une fois élu président Abdelmadjid Tebboune gardera un ressentiment tenace à son égard,. 
En octobre 2018, il accuse le Premier ministre Ahmed Ouyahia d'être responsable de l'arrestation de dizaines de cadres durant les années 1990.

## Condamnation
Dans le contexte des manifestations de 2019 en Algérie, Tayeb Louh est convoqué le 22 août 2019 par la Cour suprême, entendu par le conseiller enquêteur, il est poursuivi pour « abus de fonction, entrave au bon fonctionnement de la justice, incitation à la falsification de procès-verbaux officiels, incitation à la partialité », mis sous mandat de dépôt et transféré dans la foulée à la prison d'El-Harrach.
Tayeb Louh est jugé le 12 octobre 2021 et condamné en première instance, à six années ferme de prison par le tribunal de Sidi M'hammed. Il est finalement condamné en mars 2022, lors du procès en appel, à trois ans de prison.
Le 11 mai 2022, la condamnation de Tayeb Louh est ramenée, en appel, à deux ans de prison ferme. Le séquestre sur sa maison est levé.
Le 24 mai 2022, Tayeb Louh est condamné à trois ans de prison ferme par le tribunal criminel d'appel (cour d'Alger). Tayeb Louh est également condamné à verser une amende de 200 000 DA.
Le 16 juin 2025, il est jugé concernant une nouvelle affaire de « fausses déclarations de biens » et d’« enrichissement illicite », mais le procès est reporté à une date ultérieure. Il est alors condamné le 7 juillet 2025 à quatre ans de prison ferme et à une amende de 200 000 dinars algériens.

## Portefeuilles ministériels
- Gouvernement Benflis III : ministre du Travail et de la Sécurité sociale
- Gouvernement Ouyahia III : ministre du Travail et de la Sécurité sociale
- Gouvernement Ouyahia IV : ministre du Travail et de la Sécurité sociale
- Gouvernement Ouyahia V : ministre du Travail et de la Sécurité sociale
- Gouvernement Belkhadem I : ministre du Travail, de l'Emploi et de la Sécurité sociale
- Gouvernement Belkhadem II : ministre du Travail, de l'Emploi et de la Sécurité sociale
- Gouvernement Ouyahia VI : ministre du Travail, de l'Emploi et de la Sécurité sociale
- Gouvernement Ouyahia VII : ministre du Travail, de l'Emploi et de la Sécurité sociale
- Gouvernement Ouyahia VIII : ministre du Travail, de l'Emploi et de la Sécurité sociale
- Gouvernement Ouyahia IX : ministre du Travail, de l'Emploi et de la Sécurité sociale (jusqu'au 24 mai 2012)
- Gouvernement Sellal I : ministre du Travail, de l'Emploi et de la Sécurité sociale
- Gouvernement Sellal II : ministre de la Justice, Garde des Sceaux
- Gouvernement Sellal III : ministre de la Justice, Garde des Sceaux
- Gouvernement Sellal IV : ministre de la Justice, Garde des Sceaux
- Gouvernement Tebboune : ministre de la Justice, Garde des Sceaux
- Gouvernement Ouyahia X : ministre de la Justice, Garde des Sceaux